# Kardzhali (tỉnh)
Kardzhali (tiếng Bulgaria: Кърджалийска област; tiếng Thổ Nhĩ Kỳ: Kırcaali İli) là một tỉnh ở phía nam Bulgaria, giáp với Hy Lạp (các tỉnh của Hy Lạp giáp tỉnh này gồm Xanthi và Rodhopi về phía nam và phía đông). Diện tích tỉnh Kardzhali là 3209,1 km²

## Các thành phố
Thành phố lớn nhất là Kardzhali, các đô thị khác là:
- Ardino (tiếng Thổ Nhĩ Kỳ: Eğridere)
- Chernoochene (tiếng Thổ Nhĩ Kỳ: Karagözler)
- Dzhebel
- Kirkovo
- Krumovgrad
- Momchilgrad

## Các làng
Số liệu dân số tháng 12 năm 2004
- Abramovo (94)
- Ahrisko (127, độ cao 680 m, mã bưu chính 6761)

## Dân số
Theo điều tra dân số năm 2001, dân số tỉnh này là 164.019 người, gồm: 
- Người Thổ Nhĩ Kỳ: 101.116 (61,6 %)
- Người Bulgaria: 55.939 (34,1 %)
- Roma: 1.264 (0,8 %)
- Các dân tộc khác: 5.700 người (3,5 %)